# سيسكو ويبيكس
ويبيكس (بالإنجليزية: WebEx Communications Inc)‏ هي شركة مقرها الولايات المتحدة تقدم خدمات مؤتمرات الفيديو وعقد المؤتمرات عبر الإنترنت حسب الطلب. في عام 2015 ، تابعة لشركة سيسكو . تقوم بتسويق إيفنت سنتر وسوبورت سنتر وسيلس سنتر و ويب إكس ويب أوفيس و ويب إكس كونيكت.
تأسست ويب إكس في عام 1996 من قبل سوبرا إييار ومين زو. في عام 2005 ، أعلنت سيسكو عن نيتها في الحصول عليها مقابل 3.2 مليار دولار أمريكي . عملية الشراء تمت في بداية عام 2007.
بالامتداد، يشير مصطلح «ويب إكس» إلى مؤتمر الويب نفسه. لتحسين مقدار عرض النطاق الترددي المستخدم، يتمثل المبدأ في نقل الأجزاء المعدلة فقط من صور الشاشة، وهذا باستخدام بروتوكول ضغط بيانات الملكية يسمى UCF (تنسيق الاتصال العالمي) أن عمليات تنسيق البيانات والصوت والفيديو، باور بوينت ، كويك تايم وأدوبي فلاش.

## مذكرات ومراجع
1. ↑  
Needle, David (7 Oct 2005). "Subrah Iyar, Chairman and CEO, WebEx: Iyar's company puts a human touch on the face of Web conferencing". internetnews.com (بالإنجليزية). Archived from the original on 2019-06-26. Retrieved 2010-07-07.
2. ↑  Visioconférence : Cisco investit 3,2 milliards dans WebEx نسخة محفوظة 26 يونيو 2019 على موقع واي باك مشين.
3. ↑  Actualités نسخة محفوظة 29 يناير 2006 على موقع واي باك مشين.

## روابط خارجية
- الموقع الرسمي